# Theudebert I.
Theudebert I. (500? – 547 či 548) byl král v Austrasii z rodu Merovejců od roku 533 do své smrti v roce 548. Byl synem Theudericha I.
Jeho strýcové Childebert I. a Chlothar I. se ho snažili po smrti otce zbavit vlády, ale nový panovník získal na svoji stranu pomocí velkých darů šlechtu a trůn se mu podařilo uhájit. Bezdětný strýc Childebert vešel s ním ve spojenectví, adoptoval ho a podstoupil mu část svého území v Burgundsku, které zdědil po bratru Chlodomerovi. Childebert a Theudebert chtěli nyní fyzicky zlikvidovat Chlothara a zahájili proti němu válečné tažení. Jejich spojené vojsko krále Chlotara neúspěšně obléhalo. Nakonec se nesváry Merovejců podařilo mírově urovnat.
Po smíření s pomoci Childeberta I. a Chlothara I. porazil burgundského krále. Dobytím Provence zajistil přístup k Středozemnímu moři. Zasnoubil se v Panonii s dcerou krále Langobardů Wacha Wisigardou.
Po jeho smrti (při lovu ho zabil zubr) zdědil jeho území syn Theobald, po smrti Theobalda získal území Chlothar, bratr jeho děda Theudericha I. Chlothar se snažil legalizovat držení země sňatkem s královnou-vdovou Walderadou, dcerou langobardského krále Wacha. Proti tomuto sňatku protestovala církev. Chlothar se sňatku s Walderadou vzdal a postoupil ji svému vazalu, bavorskému vévodovi Garibaldovi I.